# Bakdäulet Älmentaj
Bakdäulet Älmentajuły Älmentaj (kaz. Бақдәулет Әлментай; ur. 19 grudnia 1995) – kazachski zapaśnik walczący w stylu wolnym. Zajął dziewiąte miejsce na igrzyskach azjatyckich w 2018. Brązowy medalista mistrzostw Azji w 2016, a także halowych igrzysk azjatyckich w 2017. Trzeci na MŚ juniorów w 2015 roku.
Absolwent Yamanashi Gakuin University w Kōfu.